# مریسیالیس
مریسیالیس (انگلیسی: Mercialys) شرکت املاک فرانسوی است، که در سال ۲۰۰۵ تأسیس شد.